# Kvalspelet till europamästerskapet i volleyboll för damer 2015
Kvalspelet till europamästerskapet i volleyboll för damer 2015 genomfördes 9 maj 2014 till 30 maj 2015. I turneringen deltog tjugoåtta landslag från CEV:s medlemsförbund, varav nio kvalificerad sig för EM.

## Regelverk

### Format
Kvalet genomfördes i tre rundor:
- I den första rundan spelade de åtta lag som var sämst rankade i CEV-rankingen gruppspel i två grupper om fyra lag i varje där alla mötte alla i sin grupp både hemma och borta. De två främsta i varje grupp gick vidare till den andra rundan.
- I den andra rundan spelade tjugofyra lag gruppspel uppdelade i sex grupper om fyra lag i varje. Åter mötte alla lag alla både hemma och borta. Ettan i varje grupp kvalificerade sig för EM medan tvåan gick vidare till tredje rundan.
- I den tredje rundan lottades varje två samman med en annan två och mötte det laget både hemma och borta. Vinnaren kvalificerade sig för EM.

## Deltagande lag
| - Österrike - Azerbajdzjan - Belarus - Bosnien och Hercegovina - Bulgarien - Danmark - Estland | - Finland - Frankrike - Georgien - Grekland - Israel - Lettland - Litauen | - Montenegro - Norge - Polen - Portugal - Tjeckien - Rumänien - Slovakien | - Slovenien - Spanien - Sverige - Schweiz - Turkiet - Ukraina - Ungern |

## Första rundan

### Deltagande lag
- Bosnien och Hercegovina
- Estland
- Georgien
- Lettland
- Litauen
- Montenegro
- Norge
- Sverige

### Grupper
| Grupp A                               | Grupp B                                                  |
| ------------------------------------- | -------------------------------------------------------- |
| Georgien · Lettland · Norge · Sverige | Bosnien och Hercegovina · Estland · Litauen · Montenegro |

### Grupp A
Spelplats:  Halmstad

#### Resultat
| Datum    | Mellan              | Resultat | Set   | Set   | Set   | Set   | Set | Poäng totalt | Speltid | Åskådare |
| Datum    | Mellan              | Resultat | 1     | 2     | 3     | 4     | 5   | Poäng totalt | Speltid | Åskådare |
| -------- | ------------------- | -------- | ----- | ----- | ----- | ----- | --- | ------------ | ------- | -------- |
| 09-05-14 | Norge - Lettland    | 1 - 3    | 23:25 | 25:20 | 24:26 | 22:25 |     | 94 - 96      | 1h:47   | 50       |
| 09-05-14 | Georgien - Sverige  | 1 - 3    | 25:19 | 26:28 | 11:25 | 14:25 |     | 76 - 97      | 1h:39   | 250      |
| 10-05-14 | Lettland - Sverige  | 1 - 3    | 25:15 | 16:25 | 14:25 | 15:25 |     | 70 - 90      | 1h:31   | 260      |
| 10-05-14 | Norge - Georgien    | 3 - 0    | 25:19 | 32:30 | 25:15 |       |     | 82 - 64      | 1h:21   | 80       |
| 11-05-14 | Sverige - Norge     | 3 - 1    | 25:22 | 25:10 | 21:25 | 30:28 |     | 101 - 85     | 1h:40   | 260      |
| 11-05-14 | Lettland - Georgien | 3 - 0    | 25:15 | 25:22 | 25:18 |       |     | 75 - 55      | 1h:16   | 25       |

#### Sluttabell
| Pos | Landslag | Poäng | Matcher | Matcher | Matcher   | Set   | Set       | Kvot  | Poäng | Poäng     | Kvot  |
| Pos | Landslag | Poäng | Spelade | Vunna   | Förlorade | Vunna | Förlorade | Kvot  | Vunna | Förlorade | Kvot  |
| --- | -------- | ----- | ------- | ------- | --------- | ----- | --------- | ----- | ----- | --------- | ----- |
| 1   | Sverige  | 9     | 3       | 3       | 0         | 9     | 3         | 3.000 | 288   | 231       | 1.247 |
| 2   | Lettland | 6     | 3       | 2       | 1         | 7     | 4         | 1.750 | 241   | 219       | 1.100 |
| 3   | Norge    | 3     | 3       | 1       | 2         | 5     | 6         | 0.833 | 261   | 261       | 1.000 |
| 4   | Georgien | 0     | 3       | 0       | 3         | 1     | 9         | 0.111 | 195   | 254       | 0.768 |

### Grupp B
Spelplats:   Bar

#### Resultat
| Datum    | Mellan                               | Resultat | Set   | Set   | Set   | Set   | Set   | Poäng totalt | Speltid | Åskådare |
| Datum    | Mellan                               | Resultat | 1     | 2     | 3     | 4     | 5     | Poäng totalt | Speltid | Åskådare |
| -------- | ------------------------------------ | -------- | ----- | ----- | ----- | ----- | ----- | ------------ | ------- | -------- |
| 09-05-14 | Estland - Litauen                    | 1 - 3    | 16:25 | 21:25 | 25:19 | 19:25 |       | 81 - 94      | 1h:29   | 100      |
| 09-05-14 | Montenegro - Bosnien och Hercegovina | 3 - 2    | 22:25 | 25:14 | 25:22 | 21:25 | 15:10 | 108 - 96     | 2h:03   | 550      |
| 10-05-14 | Litauen - Bosnien och Hercegovina    | 2 - 3    | 25:18 | 22:25 | 22:25 | 27:25 | 9-15  | 105 - 108    | 1h:52   | 80       |
| 10-05-14 | Estland - Montenegro                 | 0 - 3    | 16:25 | 22:25 | 20:25 |       |       | 58 - 75      | 1h:20   | 1.100    |
| 11-05-14 | Bosnien och Hercegovina - Estland    | 3 - 1    | 25:17 | 25:23 | 13:25 | 25:19 |       | 88 - 84      | 1h:32   | 90       |
| 11-05-14 | Litauen - Montenegro                 | 0 - 3    | 20:25 | 17:25 | 15:25 |       |       | 52 - 75      | 1h:08   | 1.500    |

#### Sluttabell
| Pos | Landslag                | Poäng | Matcher | Matcher | Matcher   | Set   | Set       | Kvot  | Poäng | Poäng     | Kvot  |
| Pos | Landslag                | Poäng | Spelade | Vunna   | Förlorade | Vunna | Förlorade | Kvot  | Vunna | Förlorade | Kvot  |
| --- | ----------------------- | ----- | ------- | ------- | --------- | ----- | --------- | ----- | ----- | --------- | ----- |
| 1   | Montenegro              | 8     | 3       | 3       | 0         | 9     | 2         | 4.500 | 258   | 206       | 1.252 |
| 2   | Bosnien och Hercegovina | 6     | 3       | 2       | 1         | 8     | 6         | 1.333 | 292   | 297       | 0.983 |
| 3   | Litauen                 | 4     | 3       | 1       | 2         | 5     | 7         | 0.714 | 251   | 264       | 0.951 |
| 4   | Estland                 | 0     | 3       | 0       | 3         | 2     | 9         | 0.222 | 223   | 257       | 0.868 |

## Andra rundan

### Deltagande lag
| - Österrike - Azerbajdzjan - Bosnien och Hercegovina - Belarus - Bulgarien - Danmark | - Finland - Frankrike - Grekland - Israel - Lettland - Montenegro | - Polen - Portugal - Tjeckien - Rumänien - Slovakien - Slovenien | - Sverige - Spanien - Schweiz - Turkiet - Ukraina - Ungern |

### Grupper
| Grupp A                               | Grupp B                              | Grupp C                                     | Grupp D                                        | Grupp E                               | Grupp F                                                    |
| ------------------------------------- | ------------------------------------ | ------------------------------------------- | ---------------------------------------------- | ------------------------------------- | ---------------------------------------------------------- |
| Belarus · Danmark · Finland · Turkiet | Lettland · Polen · Schweiz · Ukraina | Montenegro · Tjeckien · Slovenien · Spanien | Azerbajdzjan · Bulgarien · Grekland · Portugal | Frankrike · Israel · Sverige · Ungern | Österrike · Bosnien och Hercegovina · Rumänien · Slovakien |

### Grupp A

#### Spelomgång 1
Spelplats:  Mahilëŭ
| Datum    | Mellan            | Resultat | Set   | Set   | Set   | Set   | Set | Poäng totalt | Speltid | Åskådare |
| Datum    | Mellan            | Resultat | 1     | 2     | 3     | 4     | 5   | Poäng totalt | Speltid | Åskådare |
| -------- | ----------------- | -------- | ----- | ----- | ----- | ----- | --- | ------------ | ------- | -------- |
| 23-05-14 | Finland - Turkiet | 0 - 3    | 15:25 | 12:25 | 14:25 |       |     | 41 - 75      | 1h:09   | 125      |
| 23-05-14 | Belarus - Danmark | 3 - 0    | 25:8  | 25:12 | 25:14 |       |     | 75 - 34      | 1h:01   | 800      |
| 24-05-14 | Turkiet - Danmark | 3 - 0    | 25:15 | 25:16 | 25:23 |       |     | 75 - 54      | 1h:12   | 150      |
| 24-05-14 | Finland - Belarus | 3 - 1    | 25:19 | 25:21 | 21:25 | 25:21 |     | 96 - 86      | 1h:49   | 700      |
| 25-05-14 | Danmark - Finland | 0 - 3    | 15:25 | 20:25 | 18:25 |       |     | 53 - 75      | 1h:14   | 50       |
| 25-05-14 | Turkiet - Belarus | 3 - 1    | 25:18 | 23:25 | 27:25 | 25:13 |     | 100 - 81     | 1h:45   | 750      |

#### Spelomgång 2
Spelplats:   Smirne
| Datum    | Mellan            | Resultat | Set   | Set   | Set   | Set   | Set | Poäng totalt | Speltid | Åskådare |
| Datum    | Mellan            | Resultat | 1     | 2     | 3     | 4     | 5   | Poäng totalt | Speltid | Åskådare |
| -------- | ----------------- | -------- | ----- | ----- | ----- | ----- | --- | ------------ | ------- | -------- |
| 30-05-14 | Finland - Belarus | 0 - 3    | 22:25 | 15:25 | 21:25 |       |     | 58 - 75      | 1h:24   | 500      |
| 30-05-14 | Turkiet - Danmark | 3 - 0    | 25:10 | 25:9  | 25:15 |       |     | 75 - 34      | 1h:05   | 2.100    |
| 31-05-14 | Belarus - Danmark | 3 - 0    | 25:17 | 25:8  | 25:6  |       |     | 75 - 31      | 1h:03   | 600      |
| 31-05-14 | Finland - Turkiet | 1 - 3    | 25:18 | 21:25 | 17:25 | 15:25 |     | 78 - 93      | 1h:41   | 3.600    |
| 01-06-14 | Danmark - Finland | 0 - 3    | 20:25 | 17:25 | 16:25 |       |     | 53 - 75      | 1h:11   | 450      |
| 01-06-14 | Belarus - Turkiet | 0 - 3    | 22:25 | 13:25 | 14:25 |       |     | 49 - 75      | 1h:13   | 4.300    |

#### Sluttabell
| Pos | Landslag | Poäng | Matcher | Matcher | Matcher   | Set   | Set       | Kvot  | Poäng | Poäng     | Kvot  |
| Pos | Landslag | Poäng | Spelade | Vunna   | Förlorade | Vunna | Förlorade | Kvot  | Vunna | Förlorade | Kvot  |
| --- | -------- | ----- | ------- | ------- | --------- | ----- | --------- | ----- | ----- | --------- | ----- |
| 1   | Turkiet  | 18    | 6       | 6       | 0         | 18    | 2         | 9.000 | 493   | 337       | 1.462 |
| 2   | Belarus  | 9     | 6       | 3       | 3         | 11    | 9         | 1.222 | 441   | 394       | 1.119 |
| 3   | Finland  | 9     | 6       | 3       | 3         | 10    | 10        | 1.000 | 423   | 435       | 0.972 |
| 4   | Danmark  | 0     | 6       | 0       | 6         | 0     | 18        | 0.000 | 259   | 450       | 0.575 |

### Grupp B

#### Spelomgång 1
Spelplats:  Lugano
| Datum    | Mellan             | Resultat | Set   | Set   | Set   | Set   | Set   | Poäng totalt | Speltid | Åskådare |
| Datum    | Mellan             | Resultat | 1     | 2     | 3     | 4     | 5     | Poäng totalt | Speltid | Åskådare |
| -------- | ------------------ | -------- | ----- | ----- | ----- | ----- | ----- | ------------ | ------- | -------- |
| 16-05-14 | Lettland - Ukraina | 0 - 3    | 15:25 | 21:25 | 24:26 |       |       | 60 - 76      | 1h:10   | 80       |
| 16-05-14 | Schweiz - Polen    | 0 - 3    | 16:25 | 13:25 | 18:25 |       |       | 47 - 75      | 1h:14   | 150      |
| 17-05-14 | Ukraina - Polen    | 2 - 3    | 27:25 | 25:17 | 21:25 | 19:25 | 10:15 | 102 - 107    | 2h:08   | 100      |
| 17-05-14 | Lettland - Schweiz | 1 - 3    | 22:25 | 16:25 | 25:16 | 12:25 |       | 75 - 91      | 1h:31   | 200      |
| 18-05-14 | Polen - Lettland   | 3 - 0    | 25:20 | 25:6  | 25:20 |       |       | 75 - 46      | 1h:09   | 80       |
| 18-05-14 | Ukraina - Schweiz  | 3 - 0    | 25:13 | 25:15 | 25:9  |       |       | 75 - 37      | 0h:58   | 150      |

#### Spelomgång 2
Spelplats:  Bydgoszcz
| Datum    | Mellan             | Resultat | Set   | Set   | Set   | Set   | Set | Poäng totalt | Speltid | Åskådare |
| Datum    | Mellan             | Resultat | 1     | 2     | 3     | 4     | 5   | Poäng totalt | Speltid | Åskådare |
| -------- | ------------------ | -------- | ----- | ----- | ----- | ----- | --- | ------------ | ------- | -------- |
| 23-05-14 | Schweiz - Ukraina  | 3 - 1    | 19:25 | 25:15 | 25:23 | 25:19 |     | 94 - 82      | 1h:34   | 600      |
| 23-05-14 | Polen - Lettland   | 3 - 0    | 25:12 | 25:15 | 25:11 |       |     | 75 - 38      | 1h:06   | 1.350    |
| 24-05-14 | Ukraina - Lettland | 3 - 0    | 25:12 | 25:13 | 25:19 |       |     | 75 - 44      | 1h:04   | 300      |
| 24-05-14 | Polen - Schweiz    | 3 - 0    | 25:10 | 25:12 | 25:20 |       |     | 75 - 42      | 1h:09   | 1.400    |
| 25-05-14 | Lettland - Schweiz | 0 - 3    | 12:25 | 26:28 | 18:25 |       |     | 56 - 78      | 1h:16   | 300      |
| 25-05-14 | Ukraina - Polen    | 0 - 3    | 16:25 | 23:25 | 22:25 |       |     | 61 - 75      | 1h:21   | 1.500    |

#### Sluttabell
| Pos | Landslag | Poäng | Matcher | Matcher | Matcher   | Set   | Set       | Kvot  | Poäng | Poäng     | Kvot  |
| Pos | Landslag | Poäng | Spelade | Vunna   | Förlorade | Vunna | Förlorade | Kvot  | Vunna | Förlorade | Kvot  |
| --- | -------- | ----- | ------- | ------- | --------- | ----- | --------- | ----- | ----- | --------- | ----- |
| 1   | Polen    | 17    | 6       | 6       | 0         | 18    | 2         | 9.000 | 482   | 336       | 1.434 |
| 2   | Ukraina  | 10    | 6       | 3       | 3         | 12    | 9         | 1.333 | 471   | 417       | 1.129 |
| 3   | Schweiz  | 9     | 6       | 3       | 3         | 9     | 11        | 0.818 | 389   | 438       | 0.888 |
| 4   | Lettland | 0     | 6       | 0       | 6         | 1     | 18        | 0.055 | 319   | 470       | 0.678 |

### Grupp C

#### Spelomgång 1
Spelplats:  Coslada
| Datum    | Mellan                 | Resultat | Set   | Set   | Set   | Set   | Set | Poäng totalt | Speltid | Åskådare |
| Datum    | Mellan                 | Resultat | 1     | 2     | 3     | 4     | 5   | Poäng totalt | Speltid | Åskådare |
| -------- | ---------------------- | -------- | ----- | ----- | ----- | ----- | --- | ------------ | ------- | -------- |
| 23-05-14 | Slovenien - Tjeckien   | 1 - 3    | 14:25 | 11:25 | 25:22 | 19:25 |     | 69 - 97      | 1h:47   | 110      |
| 23-05-14 | Spanien - Montenegro   | 1 - 3    | 19:25 | 22:25 | 25:18 | 18:25 |     | 84 - 93      | 1h:38   | 1.100    |
| 24-05-14 | Tjeckien - Montenegro  | 3 - 0    | 25:14 | 25:20 | 25:21 |       |     | 75 - 55      | 1h:16   | 80       |
| 24-05-14 | Slovenien - Spanien    | 3 - 0    | 25:18 | 25:15 | 25:20 |       |     | 75 - 53      | 1h:20   | 900      |
| 25-05-14 | Montenegro - Slovenien | 0 - 3    | 13:25 | 23:25 | 21:25 |       |     | 75 - 75      | 1h:15   | 110      |
| 25-05-14 | Tjeckien - Spanien     | 3 - 0    | 25:15 | 25:18 | 25:19 |       |     | 75 - 52      | 1h:16   | 1.200    |

#### Spelomgång 2
Spelplats:  Plzeň
| Datum    | Mellan                 | Resultat | Set   | Set   | Set   | Set   | Set   | Poäng totalt | Speltid | Åskådare |
| Datum    | Mellan                 | Resultat | 1     | 2     | 3     | 4     | 5     | Poäng totalt | Speltid | Åskådare |
| -------- | ---------------------- | -------- | ----- | ----- | ----- | ----- | ----- | ------------ | ------- | -------- |
| 30-05-14 | Slovenien - Spanien    | 3 - 1    | 25:9  | 25:15 | 20:25 | 26:24 |       | 96 - 73      | 1h:51   | 100      |
| 30-05-14 | Tjeckien - Montenegro  | 3 - 0    | 25:12 | 25:15 | 25:17 |       |       | 75 - 44      | 1h:12   | 800      |
| 31-05-14 | Spanien - Montenegro   | 3 - 0    | 25:16 | 25:15 | 30:28 |       |       | 80 - 59      | 1h:15   | 220      |
| 31-05-14 | Slovenien - Tjeckien   | 0 - 3    | 23:25 | 19:25 | 17:25 |       |       | 59 - 75      | 1h:21   | 1.930    |
| 01-06-14 | Montenegro - Slovenien | 0 - 3    | 17:25 | 15:25 | 21:25 |       |       | 53 - 75      | 1h:09   | 200      |
| 01-06-14 | Spanien - Tjeckien     | 2 - 3    | 15:25 | 23:25 | 25:23 | 25:23 | 12:15 | 100 - 111    | 2h:08   | 780      |

#### Sluttabell
| Pos | Landslag   | Poäng | Matcher | Matcher | Matcher   | Set   | Set       | Kvot  | Poäng | Poäng     | Kvot  |
| Pos | Landslag   | Poäng | Spelade | Vunna   | Förlorade | Vunna | Förlorade | Kvot  | Vunna | Förlorade | Kvot  |
| --- | ---------- | ----- | ------- | ------- | --------- | ----- | --------- | ----- | ----- | --------- | ----- |
| 1   | Tjeckien   | 17    | 6       | 6       | 0         | 18    | 3         | 6.000 | 508   | 379       | 1.340 |
| 2   | Slovenien  | 12    | 6       | 4       | 2         | 13    | 7         | 1.857 | 449   | 408       | 1.100 |
| 3   | Spanien    | 4     | 6       | 1       | 5         | 7     | 15        | 0.466 | 442   | 509       | 0.868 |
| 4   | Montenegro | 3     | 6       | 1       | 5         | 3     | 16        | 0.187 | 361   | 464       | 0.778 |

### Grupp D

#### Spelomgång 1
Spelplats:  Sofia
| Datum    | Mellan                   | Resultat | Set   | Set   | Set   | Set   | Set   | Poäng totalt | Speltid | Åskådare |
| Datum    | Mellan                   | Resultat | 1     | 2     | 3     | 4     | 5     | Poäng totalt | Speltid | Åskådare |
| -------- | ------------------------ | -------- | ----- | ----- | ----- | ----- | ----- | ------------ | ------- | -------- |
| 22-05-14 | Portugal - Azerbajdzjan  | 3 - 2    | 25:23 | 16:25 | 23:25 | 25:23 | 15:12 | 104 - 108    | 2h:06   | 150      |
| 22-05-14 | Bulgarien - Grekland     | 3 - 0    | 25:13 | 25:14 | 25:13 |       |       | 75 - 40      | 1h:06   | 750      |
| 23-05-14 | Azerbajdzjan - Grekland  | 3 - 1    | 25:14 | 30:28 | 17:25 | 25:21 |       | 97 - 88      | 1h:40   | 100      |
| 23-05-14 | Portugal - Bulgarien     | 0 - 3    | 14:25 | 18:25 | 21:25 |       |       | 53 - 75      | 1h:24   | 500      |
| 24-05-14 | Grekland - Portugal      | 3 - 1    | 25:17 | 21:25 | 25:15 | 25:19 |       | 96 - 76      | 1h:57   | 150      |
| 24-05-14 | Azerbajdzjan - Bulgarien | 3 - 2    | 17:25 | 25:22 | 19:25 | 25:20 | 15:8  | 101 - 100    | 1h:56   | 550      |

#### Spelomgång 2
Spelplats:  Baku
| Datum    | Mellan                   | Resultat | Set   | Set   | Set   | Set   | Set   | Poäng totalt | Speltid | Åskådare |
| Datum    | Mellan                   | Resultat | 1     | 2     | 3     | 4     | 5     | Poäng totalt | Speltid | Åskådare |
| -------- | ------------------------ | -------- | ----- | ----- | ----- | ----- | ----- | ------------ | ------- | -------- |
| 29-05-14 | Portugal - Bulgarien     | 0 - 3    | 17:25 | 17:25 | 19:25 |       |       | 53 - 75      | 1h:12   | 200      |
| 29-05-14 | Azerbajdzjan - Grekland  | 3 - 0    | 25:18 | 25:21 | 25:18 |       |       | 75 - 57      | 1h:12   | 1.500    |
| 30-05-14 | Bulgarien - Grekland     | 3 - 1    | 25:9  | 20:25 | 25:21 | 25:12 |       | 95 - 67      | 1h:31   | 200      |
| 30-05-14 | Portugal - Azerbajdzjan  | 1 - 3    | 27:25 | 23:25 | 18:25 | 14:25 |       | 82 - 100     | 1h:45   | 1.500    |
| 31-05-14 | Grekland - Portugal      | 2 - 3    | 24:26 | 21:25 | 25:22 | 25:21 | 13:15 | 108 - 109    | 2h:17   | 200      |
| 31-05-14 | Bulgarien - Azerbajdzjan | 3 - 1    | 25:14 | 25:18 | 14:25 | 25:19 |       | 89 - 76      | 1h:34   | 1.800    |

#### Sluttabell
| Pos | Landslag     | Poäng | Matcher | Matcher | Matcher   | Set   | Set       | Kvot  | Poäng | Poäng     | Kvot  |
| Pos | Landslag     | Poäng | Spelade | Vunna   | Förlorade | Vunna | Förlorade | Kvot  | Vunna | Förlorade | Kvot  |
| --- | ------------ | ----- | ------- | ------- | --------- | ----- | --------- | ----- | ----- | --------- | ----- |
| 1   | Bulgarien    | 16    | 6       | 5       | 1         | 17    | 5         | 3.400 | 509   | 390       | 1.305 |
| 2   | Azerbajdzjan | 12    | 6       | 4       | 2         | 15    | 10        | 1.500 | 557   | 520       | 1.071 |
| 3   | Portugal     | 4     | 6       | 2       | 4         | 8     | 16        | 0.500 | 477   | 562       | 0.848 |
| 4   | Grekland     | 4     | 6       | 1       | 5         | 7     | 16        | 0.437 | 456   | 527       | 0.865 |

### Grupp E

#### Spelomgång 1
Spelplats:  Moulins
| Datum    | Mellan              | Resultat | Set   | Set   | Set   | Set   | Set | Poäng totalt | Speltid | Åskådare |
| Datum    | Mellan              | Resultat | 1     | 2     | 3     | 4     | 5   | Poäng totalt | Speltid | Åskådare |
| -------- | ------------------- | -------- | ----- | ----- | ----- | ----- | --- | ------------ | ------- | -------- |
| 23-05-14 | Ungern - Israel     | 3 - 1    | 25:21 | 17:25 | 25:17 | 25:18 |     | 92 - 81      | 1h:47   | 250      |
| 23-05-14 | Frankrike - Sverige | 3 - 0    | 25:21 | 25:10 | 25:23 |       |     | 75 - 54      | 1h:21   | 950      |
| 24-05-14 | Israel - Frankrike  | 3 - 0    | 25:23 | 25:15 | 26:24 |       |     | 76 - 62      | 1h:26   | 720      |
| 24-05-14 | Sverige - Ungern    | 1 - 3    | 17:25 | 19:25 | 27:25 | 19:25 |     | 82 - 100     | 1h:49   | 380      |
| 25-05-14 | Israel - Sverige    | 3 - 1    | 25:21 | 12:25 | 25:17 | 25:15 |     | 87 - 78      | 1h:47   | 180      |
| 25-05-14 | Frankrike - Ungern  | 0 - 3    | 22:25 | 21:25 | 15:25 |       |     | 58 - 75      | 1h:23   | 900      |

#### Spelomgång 2
Spelplats:  Netanya
| Datum    | Mellan              | Resultat | Set   | Set   | Set   | Set   | Set | Poäng totalt | Speltid | Åskådare |
| Datum    | Mellan              | Resultat | 1     | 2     | 3     | 4     | 5   | Poäng totalt | Speltid | Åskådare |
| -------- | ------------------- | -------- | ----- | ----- | ----- | ----- | --- | ------------ | ------- | -------- |
| 30-05-14 | Israel - Sverige    | 3 - 1    | 17:25 | 25:23 | 25:23 | 25:18 |     | 92 - 89      | 1h:52   | 385      |
| 30-05-14 | Ungern - Frankrike  | 1 - 3    | 20:25 | 25:27 | 25:17 | 22:25 |     | 92 - 94      | 1h:48   | 117      |
| 31-05-14 | Sverige - Frankrike | 0 - 3    | 14:25 | 22:25 | 14:25 |       |     | 50 - 75      | 1h:12   | 65       |
| 31-05-14 | Israel - Ungern     | 3 - 1    | 26:24 | 14:25 | 25:11 | 25:17 |     | 90 - 77      | 1h:41   | 720      |
| 01-06-14 | Sverige - Ungern    | 0 - 3    | 15:25 | 18:25 | 20:25 |       |     | 53 - 75      | 1h:13   | 47       |
| 01-06-14 | Frankrike - Israel  | 3 - 0    | 25:20 | 25:10 | 25:22 |       |     | 75 - 52      | 1h:16   | 780      |

#### Sluttabell
| Pos | Landslag  | Poäng | Matcher | Matcher | Matcher   | Set   | Set       | Kvot  | Poäng | Poäng     | Kvot  |
| Pos | Landslag  | Poäng | Spelade | Vunna   | Förlorade | Vunna | Förlorade | Kvot  | Vunna | Förlorade | Kvot  |
| --- | --------- | ----- | ------- | ------- | --------- | ----- | --------- | ----- | ----- | --------- | ----- |
| 1   | Ungern    | 12    | 6       | 4       | 2         | 14    | 8         | 1.750 | 511   | 458       | 1.115 |
| 2   | Frankrike | 12    | 6       | 4       | 2         | 12    | 7         | 1.714 | 439   | 399       | 1.100 |
| 3   | Israel    | 12    | 6       | 4       | 2         | 13    | 9         | 1.444 | 478   | 473       | 1.010 |
| 4   | Sverige   | 0     | 6       | 0       | 6         | 3     | 18        | 0.166 | 406   | 504       | 0.805 |

### Grupp F

#### Spelomgång 1
Spelplats:  Wien
| Datum    | Mellan                              | Resultat | Set   | Set   | Set   | Set   | Set   | Poäng totalt | Speltid | Åskådare |
| Datum    | Mellan                              | Resultat | 1     | 2     | 3     | 4     | 5     | Poäng totalt | Speltid | Åskådare |
| -------- | ----------------------------------- | -------- | ----- | ----- | ----- | ----- | ----- | ------------ | ------- | -------- |
| 21-05-14 | Rumänien - Bosnien och Hercegovina  | 3 - 1    | 23:25 | 25:18 | 25:23 | 25:18 |       | 98 - 84      | 1h:49   | 80       |
| 21-05-14 | Österrike - Slovakien               | 0 - 3    | 23:25 | 16:25 | 17:25 |       |       | 56 - 75      | 1h:16   | 120      |
| 22-05-14 | Bosnien och Hercegovina - Österrike | 2 - 3    | 26:28 | 25:21 | 25:22 | 18:25 | 14:16 | 108 - 112    | 2h:06   | 130      |
| 22-05-14 | Slovakien - Rumänien                | 0 - 3    | 14:25 | 21:25 | 21:25 |       |       | 56 - 75      | 1h:12   | 70       |
| 23-05-14 | Österrike - Rumänien                | 0 - 3    | 17:25 | 30:32 | 14:25 |       |       | 61 - 82      | 1h:19   | 250      |
| 23-05-14 | Bosnien och Hercegovina - Slovakien | 0 - 3    | 16:25 | 22:25 | 14:25 |       |       | 52 - 75      | 1h:10   | 50       |

#### Spelomgång 2
Spelplats:  Piatra Neamț
| Datum    | Mellan                              | Resultat | Set   | Set   | Set   | Set   | Set   | Poäng totalt | Speltid | Åskådare |
| Datum    | Mellan                              | Resultat | 1     | 2     | 3     | 4     | 5     | Poäng totalt | Speltid | Åskådare |
| -------- | ----------------------------------- | -------- | ----- | ----- | ----- | ----- | ----- | ------------ | ------- | -------- |
| 30-05-14 | Bosnien och Hercegovina - Österrike | 2 - 3    | 25:23 | 23:25 | 25:23 | 12:25 | 11:15 | 96 - 111     | 1h:58   | 100      |
| 30-05-14 | Rumänien - Slovakien                | 3 - 0    | 25:19 | 25:19 | 25:14 |       |       | 75 - 52      | 1h:16   | 600      |
| 31-05-14 | Österrike - Slovakien               | 0 - 3    | 24:26 | 16:25 | 23:25 |       |       | 63 - 76      | 1h:24   | 150      |
| 31-05-14 | Bosnien och Hercegovina - Rumänien  | 0 - 3    | 8:25  | 16:25 | 14:25 |       |       | 38 - 75      | 1h:02   | 650      |
| 01-06-14 | Slovakien - Bosnien och Hercegovina | 3 - 1    | 23:25 | 25:19 | 25:19 | 25:18 |       | 98 - 81      | 1h:38   | 150      |
| 01-06-14 | Österrike - Rumänien                | 0 - 3    | 5:25  | 20:25 | 9:25  |       |       | 34 - 75      | 1h:02   | 700      |

#### Sluttabell
| Pos | Landslag                | Poäng | Matcher | Matcher | Matcher   | Set   | Set       | Kvot   | Poäng | Poäng     | Kvot  |
| Pos | Landslag                | Poäng | Spelade | Vunna   | Förlorade | Vunna | Förlorade | Kvot   | Vunna | Förlorade | Kvot  |
| --- | ----------------------- | ----- | ------- | ------- | --------- | ----- | --------- | ------ | ----- | --------- | ----- |
| 1   | Rumänien                | 18    | 6       | 6       | 0         | 18    | 1         | 18.000 | 480   | 325       | 1.476 |
| 2   | Slovakien               | 12    | 6       | 4       | 2         | 12    | 7         | 1.714  | 432   | 402       | 1.074 |
| 3   | Österrike               | 4     | 6       | 2       | 4         | 6     | 16        | 0.375  | 437   | 512       | 0.853 |
| 4   | Bosnien och Hercegovina | 2     | 6       | 0       | 6         | 6     | 18        | 0.333  | 459   | 569       | 0.806 |

### Kvalificerade för EM
- Bulgarien
- Polen
- Tjeckien
- Rumänien
- Turkiet
- Ungern

### Vidare till tredje rundan
- Azerbajdzjan
- Belarus
- Frankrike
- Slovakien
- Slovenien
- Ukraina

## Tredje rundan

### Deltagande lag
- Azerbajdzjan
- Belarus
- Frankrike
- Slovakien
- Slovenien
- Ukraina

### Resultat

#### Maych 1
| Datum    | Mellan                   | Resultat | Set   | Set   | Set   | Set   | Set | Poäng totalt | Speltid | Åskådare |
| Datum    | Mellan                   | Resultat | 1     | 2     | 3     | 4     | 5   | Poäng totalt | Speltid | Åskådare |
| -------- | ------------------------ | -------- | ----- | ----- | ----- | ----- | --- | ------------ | ------- | -------- |
| 23-05-15 | Frankrike - Slovenien    | 1 - 3    | 25:17 | 27:29 | 21:25 | 19:25 |     | 92 - 96      | 1h:58   | 2.100    |
| 23-05-15 | Azerbajdzjan - Slovakien | 3 - 0    | 25:22 | 25.18 | 25.23 |       |     | 75 - 63      | 1h:21   | 1.000    |
| 23-05-15 | Ukraina - Belarus        | 0 - 3    | 19:25 | 20:25 | 16:25 |       |     | 55 - 75      | 1h:21   | 1.500    |

#### Match 2
| Datum    | Mellan                   | Resultat | Set   | Set   | Set   | Set   | Set   | Poäng totalt | Speltid | Åskådare |
| Datum    | Mellan                   | Resultat | 1     | 2     | 3     | 4     | 5     | Poäng totalt | Speltid | Åskådare |
| -------- | ------------------------ | -------- | ----- | ----- | ----- | ----- | ----- | ------------ | ------- | -------- |
| 29-05-15 | Slovenien - Frankrike    | 3 - 1    | 25:16 | 25:28 | 25:21 | 25:22 |       | 101 - 87     | 2h:02   | 700      |
| 30-05-15 | Slovakien - Azerbajdzjan | 3 - 0    | 26:24 | 25:19 | 25:18 |       |       | 76 - 61      | 1h:16   | 1.150    |
| 24-05-15 | Belarus - Ukraina        | 2 - 3    | 26:28 | 21:25 | 25:20 | 25:11 | 14:16 | 111 - 100    | 2h:07   | 1.700    |

### Kvalificerade för EM
- Azerbajdzjan[1]
- Belarus
- Slovenien

## Kvalificerade lag
| Lag           | Turnering               |
| ------------- | ----------------------- |
| Nederländerna | Värdland                |
| Belgien       | Värdland                |
| Ryssland      | 1:a EM 2013             |
| Tyskland      | 2:a EM 2013             |
| Serbien       | 4:a EM 2013             |
| Kroatien      | 5:a EM 2013             |
| Italien       | 6:a EM 2013             |
| Turkiet       | 1:a kvalgrupp A         |
| Polen         | 1:a kvalgrupp B         |
| Tjeckien      | 1:a kvalgrupp C         |
| Bulgarien     | 1:a kvalgrupp D         |
| Ungern        | 1:a kvalgrupp E         |
| Rumänien      | 1:a kvalgrupp F         |
| Slovenien     | Vinst tredje kvalrundan |
| Azerbajdzjan  | Vinst tredje kvalrundan |
| Belarus       | Vinst tredje kvalrundan |